# 161

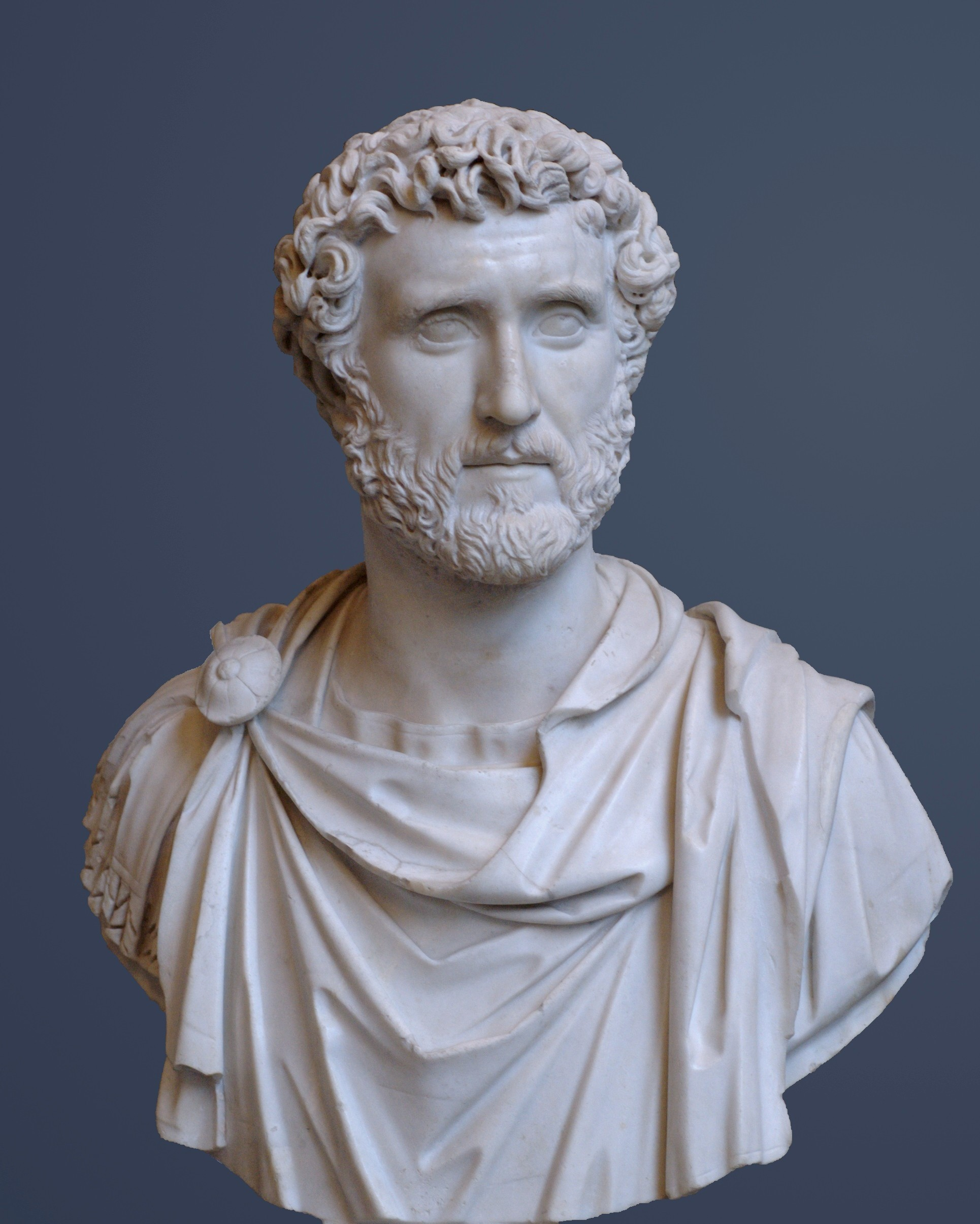
Keizer Antoninus Pius (86 - 161)

Het jaar 161 is het 61e jaar in de 2e eeuw volgens de christelijke jaartelling.

## Gebeurtenissen

### Europa
- 7 maart - Keizer Antoninus Pius sterft een natuurlijke dood in zijn paleis in Etrurië. Hij wordt opgevolgd door zijn adoptiefzonen Marcus Aurelius en Lucius Verus.
- Antoninus Pius wordt door de Senaat vergoddelijkt, zijn stoffelijk overschot wordt bijgezet in het mausoleum van Hadrianus (de Engelenburcht).
- Marcus Aurelius Caesar (r. 161-180) ontvangt de titel Augustus ("de verhevene") en regeert als medekeizer over het Romeinse Keizerrijk.
- Verloving van Lucius Verus met de 12-jarige Lucilla, dochter van Marcus Aurelius.
- In Athene wordt aan de voet van de Acropolis het Odeion van Herodes Atticus voltooid.

### Parthië
- Koning Vologases IV verklaart Rome de oorlog en valt Armenië binnen. De Parthen veroveren Syrië, Lucius Verus leidt vanuit Antiochië een veldtocht tegen de indringers.

## Geboren
- 31 augustus - Commodus, zoon van Marcus Aurelius en Faustina de Jongere, toekomstig keizer van Rome (overleden 192)
- Liu Bei, Chinees veldheer en stichter van het koninkrijk Shu-Han (overleden 223)

## Overleden
- 7 maart - Antoninus Pius (74), keizer van het Romeinse Keizerrijk